# Missões diplomáticas de Fiji

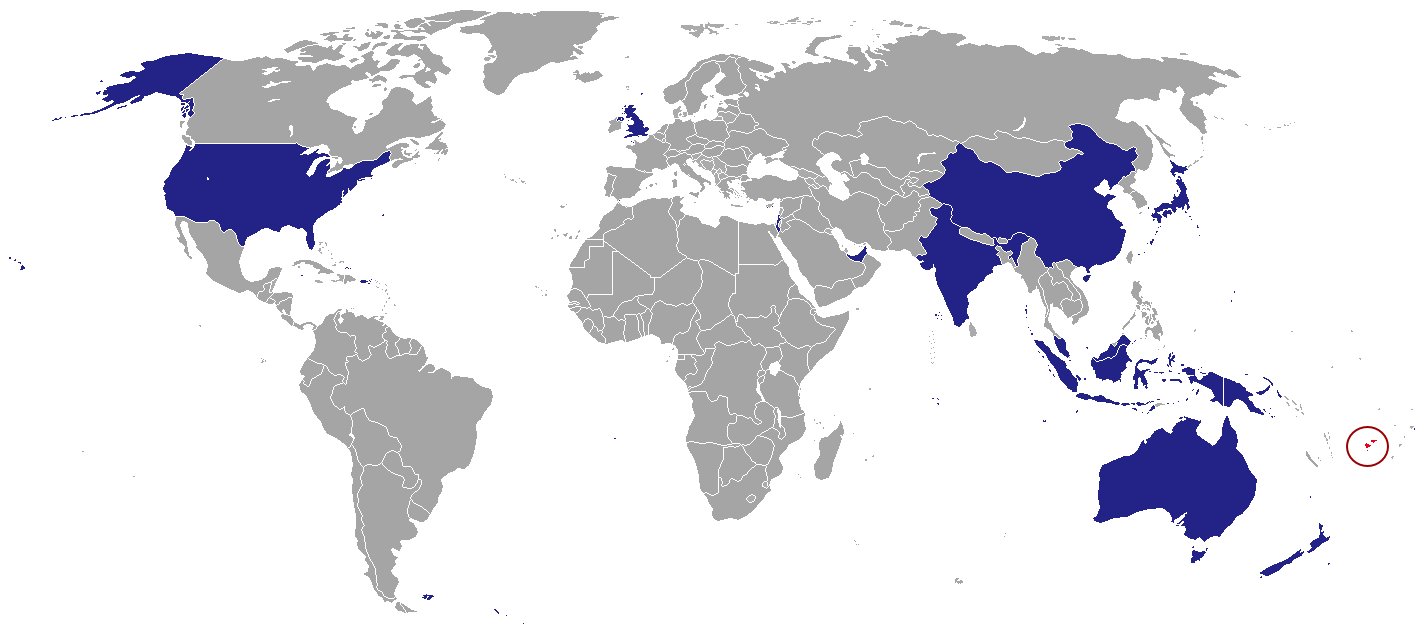
Missões diplomáticas de Fiji

Abaixo estão listadas as embaixadas e consulados de Fiji:

## América
- Brasil

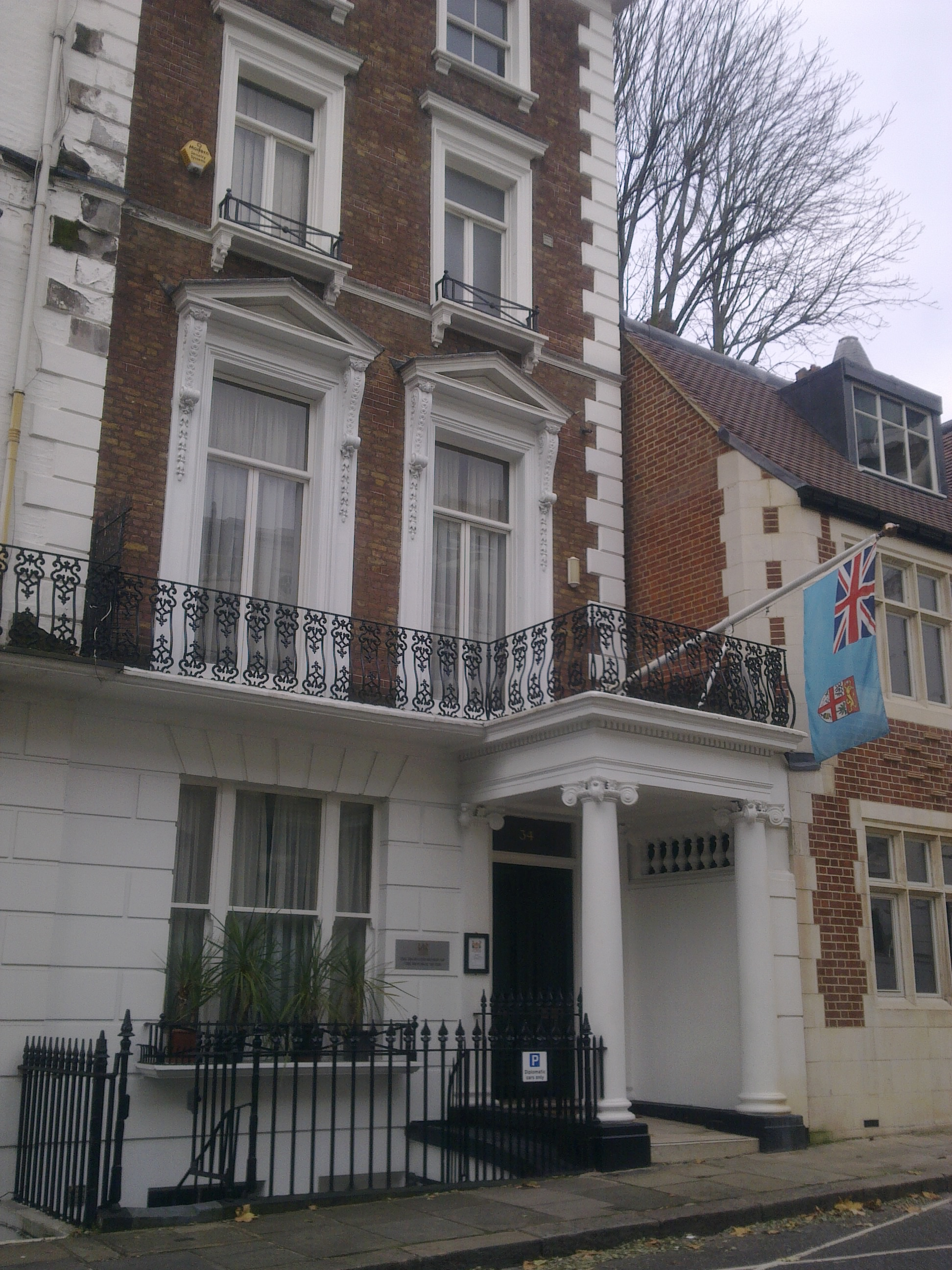
Alta comissão de Fiji em Londres

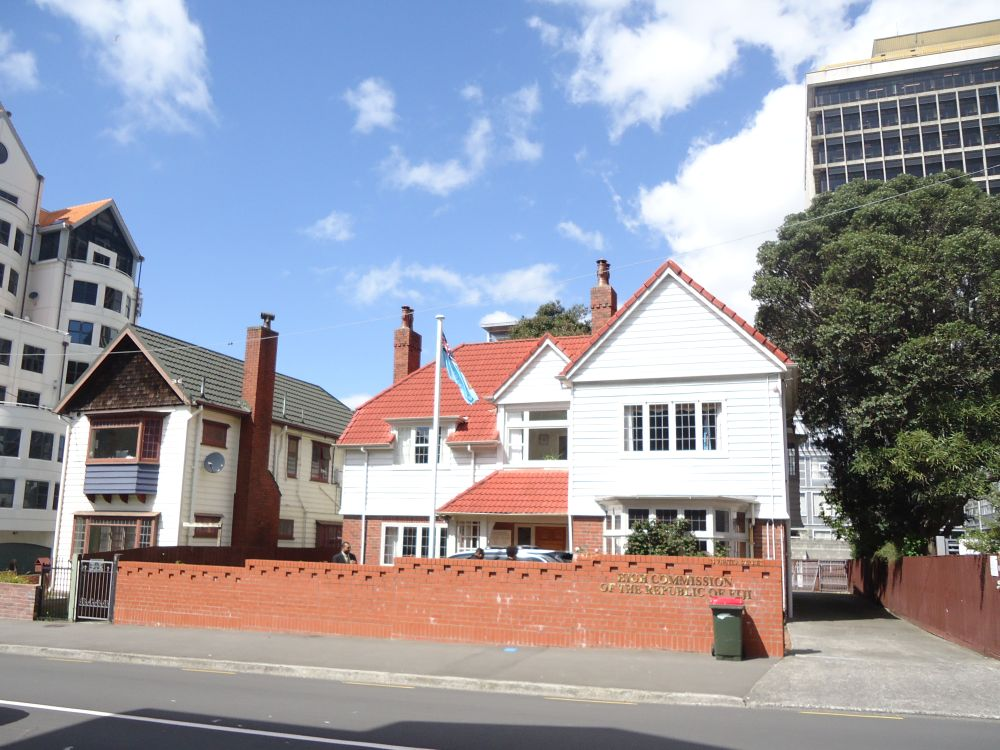
Alta comissão de Fiji em Wellington

  - Rio de Janeiro (Consulado Honorário)[1]
- Estados Unidos
  - Washington, DC (Embaixada)

## Ásia
- China
  - Pequim (Embaixada)
  - Xangai (Consulado-geral)
- Coreia do Sul
  - Seul (Embaixada)
- Emirados Árabes Unidos
  - Abu Dabi (Embaixada)
- Índia
  - Nova Déli (Alta comissão)
- Indonésia
  - Jacarta (Embaixada)
- Japão
  - Tóquio (Embaixada)
- Malásia
  - Kuala Lumpur (Alta comissão)

## Europa
- Bélgica
  - Bruxelas (Embaixada)
- Reino Unido
  - Londres (Alta comissão)

## Oceania
- Austrália
  - Canberra (Alta comissão)
  - Sydney (Consulado-geral)
- Nova Zelândia
  - Wellington (Alta comissão)
- Papua-Nova Guiné
  - Port Moresby (Alta comissão)

## Organizações multilaterais
- Bruxelas (Missão ante a União Europeia)
- Nova Iorque (Missão permanente de Fiji ante as Nações Unidas)